# 액티브펄
액티브펄(ActivePerl)은 윈도우, OS X, 리눅스, 솔라리스, IBM AIX, HP-UX를 대상으로 한 액티브스테이트(이전에 소포스의 일부)의 펄 배포판이다.
표준, 엔터프라이즈, OEM과 같은 일부 주요 에디션들을 이용할 수 있다. CPAN 등으로부터 패키지를 설치하기 위한 펄 패키지 매니저(PPM) 버전을 포함하고 있다.
윈도우 버전에는 펄스크립트라 불리는 윈도우 스크립트 호스트(WSH)와, 인터넷 정보 서비스(IIS) 내에 임베디드하기 위한 ISAPI 모듈을 위한 액티브 스크립팅 구성 요소가 포함되어 있다.

## 펄스크립트
펄스크립트(PerlScript)는 처음에는 기업 액티브스테이트가 마이크로소프트의 인터넷 정보 서비스(IIS)와 함께 사용할 목적으로 만든 액티브X 스크립팅 엔진이었으며, 프로그래머들이 ASP 프로토콜을 실행하는 웹 서버 환경에서 VB스크립트나 J스크립트 대신 펄 기반 코드를 사용할 수 있게 하였다.

## 같이 보기
- 액티브스테이트
- 펄